# Песлуа
Песлуа (фр. Pesloy, полное имя неизвестно) — французский ватерполист, бронзовый призёр летних Олимпийских игр 1900.
На Играх Песлуа входил в состав четвёртой французской команды. Не имея соперника в четвертьфинале, она сразу проходила в полуфинал, где её обыграла бельгийская сборная. Матч за третье место не проходил, и поэтому Песлуа сразу получил бронзовую медаль.